# Palácio Haçani
Palácio Haçani (em árabe: Qaṣr al-Ḥasanī) foi o primeiro palácio califal a ser construído em Bagdá Oriental, e a principal residência dos califas abássidas na cidade durante os séculos IX e X. Como tal, formou o núcleo em torno do qual emergiu um grande complexo de palácios e jardins, que seria a residência dos califas abássidas até o Saque de Bagdá pelos mongóis.

## Antecedentes: Bagdá Oriental e o Palácio de Jafar ibne Iáia
Os palácios originais dos califas abássidas tinham estado na cidade redonda ou perto dela, fundada por Almançor (r. 754–775): o Palácio do Portão Dourado, no centro da cidade redonda, e um pouco mais tarde o Palácio Culde, construído fora da cidade redonda, na margem oeste do rio Tigre. Durante o primeiro século do Califado Abássida (750–1258), Bagdá Oriental, ou seja, a parte da cidade a leste do Tigre, teve menos importância, embora Almançor tenha construído um palácio para seu filho e herdeiro, Almadi (r. 775–785).
O Palácio Haçani começou como uma casa de prazer do barmécida Jafar ibne Iáia, o ministro, companheiro favorito e cunhado de Harune Arraxide (r. 786–809). Jafar era conhecido por seus prazeres, que incluíam beber vinho, e causou muito opróbrio na cidade. Como resultado, construiu uma residência em campo aberto, a alguma distância ao sul dos bairros populosos de Bagdá Oriental. A mansão palaciana de Jafar era tão esplêndida que poderia ter despertado ciúmes do califa; portanto, um amigo o aconselhou a oferecê-la ostensivamente como presente ao então menor de idade Almamune (r. 813–833), segundo filho de Harune e depois califa, que desde seu nascimento fora confiado à tutela de Jafar. Assim, o palácio, embora usado por Jafar até a súbita queda dos barmécidas em 803, ficou conhecido como o "Palácio de Almamune" (Qaṣr al-Maʾmūnī).

## Residência de Almamune, Haçane ibne Sal e Burana
Depois de 803, Almamune mudou-se para o prédio, que se tornou uma de suas residências favoritas. Ampliou o palácio e adicionou um grande espaço aberto (maydan) para corridas de cavalos, pólo e um parque zoológico. Um portão que se abriu para as áreas abertas do leste foi adicionado, bem como um canal que traz água de Nar Muala. Para seus servos e o pessoal do palácio, também estabeleceu um bairro residencial próximo, que recebeu o nome de Mamunia.
O palácio permaneceu aparentemente desocupado depois que Almamune partiu para assumir o vice-reinado do Coração e durante toda a guerra civil que se seguiu à morte de Harune entre Almamune e seu meio-irmão Alamim (r. 809–813). Durante a guerra, o Palácio do Portão Dourado, que havia sido a fortaleza de Alamim durante o Cerco de Bagdá (812–813), foi praticamente destruído, e o Culde também sofreu danos consideráveis. Como resultado, quando Almamune retornou a Bagdá em 819, passou a residir na ala oeste do Culde, enquanto seu vizir e confidente de confiança, Haçane ibne Sal, passou a residir no Palácio de Almamune. Pouco tempo depois, como recompensa pelas despesas luxuosas do vizir durante as festividades do casamento entre Almamune e a filha de Haçane, Burana, o califa deu-lhe o palácio. Haçane reconstruiu e ampliou ainda mais o palácio, mas depois de alguns anos ele o entregou a sua filha Burana, que viveu por mais tempo que o marido e residiu lá até sua morte em 884. A reconstrução de Haçane e o uso de Burana estabeleceram o nome comum do palácio, "Palácio de Haçane" ou "Palácio Haçani" (Qaṣr al-Ḥasanī), embora mesmo em épocas posteriores os escritores ainda costumavam se referir a ele como Palácio de Almamune ou mesmo o Palácio de Jafar (Qaṣr al-Ja'farī).

## Residência califal e a construção doDār al-Khilāfat
Diz uma fonte que após a morte de Almamune em 833, seu irmão e sucessor Almotácime (r. 833–842) também teria vivido no Palácio Haçani antes de construir para si um novo palácio no bairro Mucarrim, nas proximidades. Em 836, no entanto, fundou uma nova cidade, Samarra, no norte e mudou a corte e capital califais. Embora o Almutâmide (r. 870–892) tenha passado os últimos meses de sua vida em Bagdá, foi somente em 892 que o Almutadide (r. 892–902) retornou a capital permanentemente para Bagdá.
Iacute de Hama relata que quando Almutâmide chegou à cidade, pediu a Burana para tomar posse do Palácio Haçani como sua residência. Ela pediu um breve atraso para arrumar seus negócios, mas aproveitou o tempo para mobiliar o palácio e ajustá-lo ao califa, antes de entregá-lo. Esta anedota é amplamente divulgada, mas a fonte original da história, o cronista do século XI Alcatibe, relata que o califa em questão era Almutadide, e ele próprio duvida de sua autenticidade, já que Burana era conhecido por ter morrido anos mais cedo. De acordo com Guy Le Strange, no entanto, o incidente relatado pode refletir uma visita anterior de Almutâmide à cidade.
Sob Almutadide, Haçani se tornaria a residência oficial do califado. O califa acrescentou novos edifícios, incluindo uma prisão, ampliou seus terrenos e os cercou com uma muralha. Além disso, Almutadide e Almoctafi (r. 902–908) construíram o Palácio Firdus a montante, o Palácio Turaia a leste e o Palácio Taje a jusante do Haçani, criando, assim, um amplo complexo de palácios, a "Morada do califado" (Dār al-Khilāfat), compreendendo várias residências e jardins maiores e menores. Essa permaneceu a principal residência califal pelo restante do Califado Abássida.
Em 901, Almoctafi destruiu as prisões do palácio construídas por seu pai e ergueu em seu lugar uma mesquita de sexta-feira, a Jami Alcácer ou Mesquita do Palácio (Jāmiʿ al-Qaṣr), um local agora ocupado por uma estrutura posterior, a Mesquita Alculafa. Nos terrenos do palácio, a Universidade Almostanceria foi erguido na década de 1230.